# Hautmougey
Hautmougey är en kommun i departementet Vosges i regionen Grand Est (tidigare regionen Lorraine) i nordöstra Frankrike. Kommunen ligger i kantonen Bains-les-Bains som tillhör arrondissementet Épinal. År 2018 hade Hautmougey 128 invånare.

## Befolkningsutveckling
Antalet invånare i kommunen Hautmougey
| Referens: INSEE |